# Yves Le Roy
Yves Le Roy (ur. 23 lutego 1951 w Paryżu) – francuski lekkoatleta, wieloboista.
Zajął 13. miejsce w dziesięcioboju na mistrzostwach Europy w 1971 w Helsinkach. Na igrzyskach olimpijskich w 1972 w Monachium był w tej konkurencji 12.. Zajął indywidualnie 2. miejsce w pucharze Europy w wielobojach w 1973 w Bonn (Francja zajęła 4. miejsce w klasyfikacji drużynowej dziesięcioboju).
Zdobył srebrny medal w dziesięcioboju na mistrzostwach Europy w 1974 w Rzymie, przegrywając jedynie z reprezentantem Polski Ryszardem Skowronkiem, a wyprzedzając Guido Kratschmera z Republiki Federalnej Niemiec. Na kolejnych mistrzostwach Europy w 1978 w Pradze zajął w tej konkurencji 10. miejsce.  
Był mistrzem Francji w dziesięcioboju w latach 1971–1974, 1977, 1978 i 1981 oraz wicemistrzem w 1975.
Sześciokrotnie poprawiał rekord Francji w dziesięcioboju do wyniku 8146 punktów, uzyskanego podczas mistrzostw Europy w Rzymie 6 i 7 września 1974.